# Librizzi
Librizzi település Olaszországban, Szicília régióban, Messina megyében. Lakosainak száma 1579 fő (2023. január 1.). Librizzi Montagnareale, Montalbano Elicona, San Piero Patti, Sant’Angelo di Brolo és Patti községekkel határos.

## Népesség
A település lakossága az elmúlt években az alábbi módon változott:
| Lakosok száma | 1659 | 1635 | 1579 |
|               | 2017 | 2018 | 2023 |